# Kyssyl-Syr (Wiljuiski)
Kyssyl-Syr (russisch Кысы́л-Сыр; jakutisch Кыһыл Сыыр) ist eine Siedlung städtischen Typs in der Republik Sacha (Jakutien) in Russland mit 3106 Einwohnern (Stand 14. Oktober 2010).

## Geographie
Der Ort liegt gut 400 km Luftlinie nordwestlich der Republikhauptstadt Jakutsk im Westteil der Mitteljakutischen Niederung am rechten Ufer des bedeutendsten linken Lena-Nebenflusses Wiljui, der dort über 1 km breit ist.
Kyssyl-Syr gehört zum Ulus Wiljuiski und befindet sich etwa 60 km ostnordöstlich (flussabwärts) von dessen Verwaltungszentrum Wiljuisk. Die Siedlung ist Sitz und einzige Ortschaft der Stadtgemeinde (gorodskoje posselenije) Possjolok Kyssyl-Syr.

## Geschichte
Der Ort wurde 1960 als Geologensiedlung im Zusammenhang mit der Erschließung eines Erdgasfeldes gegründet. Seit 1965, als auch die Erdgasförderung begann, besitzt Kyssyl-Syr den Status einer Siedlung städtischen Typs.

### Bevölkerungsentwicklung
| Jahr | Einwohner |
| ---- | --------- |
| 1970 | 2833      |
| 1979 | 5576      |
| 1989 | 7248      |
| 2002 | 3609      |
| 2010 | 3106      |

Anmerkung: Volkszählungsdaten

## Verkehr
15 km südlich von Kyssyl-Syr führt die Fernstraße A331 Wiljui auf ihrem Abschnitt Mirny – Wiljuisk – Jakutsk vorbei. Am Südrand des Ortes befindet sich ein kleiner Flughafen (ICAO-Code UENK).